# دانشگاه مندل برنو
دانشگاه مندل برنو (به لاتین: Mendel University Brno) یک دانشگاه در جمهوری چک است.